# Minh (Nội Mông Cổ)
Minh (tiếng Mông Cổ:  ayimaɣ hay trong quá khứ còn gọi là  čiɣulɣan; tiếng Trung: 盟, bính âm: méng) là một loại đơn vị hành chính tại Nội Mông Cổ, Cộng hòa Nhân dân Trung Hoa.
Minh tồn tại từ thời kỳ Nhà Thanh như là một cấp chính quyền. Người đứng đầu mỗi minh được chọn từ các jasagh (札薩克, trát tát khắc)) hay khoshun của các kỳ thuộc về minh đó. Ban đầu có sáu minh là Triết Lý Mộc, Chiêu Ô Đạt, Trác Tác Đồ, Tích Lâm Quách Lặc, Ô Lan Sát Bố và Y Khắc Chiêu. Sau đó mới lập thêm các minh mới.
Hiện nay, minh thuộc về cấp địa khu trong trật tự phân cấp hành chính Trung Quốc. Trong số 9 minh còn tồn tại đến cuối thập niên 1970 thì tới nay chỉ còn 3, do 6 minh khác đã được tổ chức lại thành địa cấp thị.
| Tên                             | Giản thể         | Bính âm                | Thủ phủ          | Ngày bãi bỏ          | Thay bằng                                                       |
| ------------------------------- | ---------------- | ---------------------- | ---------------- | -------------------- | --------------------------------------------------------------- |
| Các minh hiện nay               |                  |                        |                  |                      |                                                                 |
| A Lạp Thiện                     | 阿拉善           | Ālāshàn                | Ba Ngạn Hạo Đặc  |                      |                                                                 |
| Tích Lâm Quách Lặc              | 锡林郭勒         | Xīlínguōlè             | Tích Lâm Hạo Đặc |                      |                                                                 |
| Hưng An                         | 兴安             | Xīng'ān                | Ô Lan Hạo Đặc    |                      |                                                                 |
| Các minh cũ                     |                  |                        |                  |                      |                                                                 |
| Ba Ngạn Náo Nhĩ                 | 巴彦淖尔         | Bāyànnào'ěr            | Lâm Hà           | 1 tháng 12 năm 2003  | Địa cấp thị Bayan Nur                                           |
| Sát Cáp Nhĩ                     | 察哈尔           | Cháhā'ěr               | Bảo Xương        | 1 tháng 10 năm 1958  | Hợp nhất vào minh Tích Lâm Quách Lặc                            |
| Hô Luân Bối Nhĩ                 | 呼伦贝尔         | Hūlúnbèi'ěr            | Hải Lạp Nhĩ      | 10 tháng 10 năm 2001 | Địa cấp thị Hulunbuir                                           |
| Hô Luân Bối Nhĩ-Nạp Văn Mộ Nhân | 呼伦贝尔纳文慕仁 | Hūlúnbèi'ěr Nàwénmùrén |                  |                      |                                                                 |
| Triết Lý Mộc                    | 哲里木           | Zhélǐmù                | Thông Liêu       | 13 tháng 1 năm 1999  | Địa cấp thị Thông Liêu                                          |
| Trác Tác Đồ                     | 卓索图           | Zhuósuǒtú              |                  | trước 1949           | Hiện tại thuộc ba địa cấp thị Phụ Tân, Triều Dương, Xích Phong. |
| Chiêu Ô Đạt                     | 昭乌达           | Zhāowūdá               | Xích Phong       | 10 tháng 10 năm 1983 | Xích Phong                                                      |
| Nạp Văn Mộ Nhân                 | 纳文慕仁         | Nàwénmùrén             | Trát Lan Đồn     |                      |                                                                 |
| Ô Lan Sát Bố                    | 乌兰察布         | Wūlánchábù             | Tập Ninh         | 1 tháng 12 năm 2003  | Địa cấp thị Ulanqab                                             |
| Y Khắc Chiêu                    | 伊克昭           | Yīkèzhāo               | Đông Thắng       | 26 tháng 2 năm 2001  | Địa cấp thị Ordos                                               |